# Cinema zainichi
O cinema Zainichi refere-se à indústria cinematográfica transnacional do Japão, Coreia do Sul e Coreia do Norte. Com o tema principal nas lutas ou experiências enfrentadas pela comunidade coreana residente no Japão (também conhecida como Zainichi), o cinema Zainichi é caracterizado por uma ampla gama de gêneros de filmes, de melodramas a filmes yakuza.

## História

### Primeiros filmes com o tema Zainichi
Os primeiros filmes japoneses com coreanos no Japão, ou Zainichi, remontam aos filmes de propaganda do início dos anos 1920, quando a Coreia ainda estava sob o domínio colonial japonês. Durante esse período, os coreanos no Japão eram frequentemente descritos como membros da sociedade periférica, e não como personagens principais. Além disso, filmes dessa época vinculavam exclusivamente essa população em particular às imagens bidirecionais de pobreza e mão-de-obra barata. Por exemplo, em filmes como Look at This Mom (1930) e The Brick Factory Girl (1940), trabalhadores coreanos no Japão foram retratados principalmente como residentes empobrecidos das favelas marginais onde viviam de perto outras pessoas pobres. Além disso, em Mr. Thank You (1936), dirigido por Shimizu Hiroshi, uma cena, onde trabalhadores da construção coreanos nômades e suas famílias se mudam de um lugar para outro no Japão, foi inserida enquanto destacava o tratamento explorador dos trabalhadores coreanos.
Na era do pós-guerra, vários filmes desempenharam um papel fundamental na visualização pública das lutas e opressão vividas pelos Zainichi. Ao fazer isso, no entanto, os filmes com o tema Zainichi muitas vezes reproduziam os estereótipos desses coreanos como "violentos" e "criminosos". Proeminentemente, Death by Hanging (1968), dirigido por Nagisa Ōshima mostrou as lutas de um jovem Zainichi prisioneiro. O personagem principal, chamado "R", supostamente assassinou duas mulheres japonesas após estuprá-las. Após sua prisão, o julgamento decidiu que R fosse executado por enforcamento. No filme, sua violência foi retratada como uma manifestação explosiva de sua complicada crise de identidade, enquanto seu passado delinquente e a violência doméstica dentro de sua família coloriram exclusivamente o caráter pessoal de R. Outros filmes dessa época incluem By a Man's Face You Shall Know (1966), de Tai Kato; Three Resurrected Drunkards (1968), de Nagisa Ōshima; e Empire of Kids (1981), de Kazuyuki Izutsu. Esses filmes pós-guerra conseguiram mostrar as lutas e dificuldades enfrentadas por muitos Zainichi. Ao mesmo tempo, personagens Zainichi foram repetidamente representados como membros da Yakuza ou criminosos, sustentando assim sua imagem de violentos párias sociais.
Em 1975, River of the Stranger foi produzido e lançado pelo diretor Lee Hak-in. Ao contrário dos filmes anteriores com a temática Zainichi, este foi o primeiro dirigido por um Zainichi.

### Filmes Zainichi contemporâneos (1990–presente)
Em 1993, o diretor Yoichi Sai lançou o filme premiado All Under the Moon. A revelação deste filme foi vista por muitos críticos como a maior transição na representação existente dos Zainichi na indústria cinematográfica. Baseado no romance Taxi Crazy Rapsody, a história se desenrola quando um motorista de táxi Zainichi, Tadao, se apaixonou por um barman filipino. O retrato melodramático dos personagens Zainichi não era convencional, pois quebrava a representação recorrente dos Zainichi como membros da Yakuza ou criminosos violentos.
Desde 2000, muitos filmes com o tema Zainichi, como Go (2001), Blood and Bones (2004) e Break Through! (2005) foram lançados. Em comparação com a disponibilidade e representação limitadas nos filmes anteriores com o tema Zainichi, esses filmes lançados mais recentemente possibilitaram uma representação mais humanística dos Zainichi. Além disso, filmes com o tema Zainichi como Our School (2007) foram dirigidos por diretores sul-coreanos, neste caso Kim Myeong-joon. Essa tendência transnacional trouxe alguns novos insights sobre o cinema Zainichi contemporâneo, ao mesmo tempo em que reflete essa indústria cinematográfica em rápida mudança.